# Bataille de Noordhorn
Guerre de Quatre-Vingts Ans
Batailles
- Chronologie de la guerre de Quatre-Vingts Ans
- Valenciennes
- Austruweel
- Rheindalen
- Heiligerlee
- Jemmingen
- Jodoigne
- Brielle
- 1er Flessingue
- Malines
- Goes
- Mons
- Haarlem
- 2e Flessingue
- Borsele
- Zuiderzee
- Alkmaar
- Leyde
- Reimerswaal
- Mook
- Lillo
- Zierikzee
- 1er Anvers
- 1er Bréda
- Gembloux
- Rijmenam
- 1er Deventer
- Maastricht
- 2e Bréda
- Açores
- 2e Anvers
- 3e Anvers
- Boksum
- Zutphen
- 1er Berg-op-Zoom
- Gravelines
- 3e Bréda
- 2e Deventer
- Groningue
- Huy
- 1er Groenlo1
- 2e Groenlo
- Turnhout
- Nieuport
- Ostende
- L'Écluse
- 3e Groenlo
- Saint-Vincent
- Gibraltar
- Saint-Vincent (1621)
- 2e Berg-op-Zoom
- 4e Bréda
- 4e Groenlo
- Matanzas
- Bois-le-Duc
- Abrolhos
- Slaak
- Maastricht
- 5e Bréda
- Cabañas
- Calloo
- Les Downs
- Saint-Vincent (1641)
- Hulst
- Cavite

La bataille de Noordhorn est une bataille rangée qui a eu lieu le 30 septembre 1581, dans le cadre la révolte néerlandaise, entre l'armée espagnole commandée par le colonel Francisco Verdugo et composée de soldats wallons, allemands, espagnols et albanais et une armée des États généraux des Pays-Bas révoltés, sous le commandement de l'officier anglais, John Norreys, et comprenant des soldats anglais, écossais, néerlandais et wallons.
En 1580, le gouverneur de Frise, George de Lalaing, comte de Rennenberg, avait changé d'allégeance passant des États généraux aux Espagnols, ce qui avait ouvert un nouveau front, obligeant les États généraux à l'envoi de forces au nord. La même année, les Néerlandais, sous la direction de John Norreys, avaient réussi à soulager la ville de Steenwijk. En juillet 1581, Rennenberg décède et est remplacé par l'Espagnol Francisco Verdugo, dont l'arrivée en Frise avec des renforts change la situation. Le 30 septembre Norreys est contraint de livrer bataille.
La bataille a lieu sur un terrain marécageux très favorable à l'armée espagnole. L'assaut initial de Norrey sur l'aile droite espagnole réussit, mais la cavalerie espagnole, dirigée par Verdugo, met en déroute la cavalerie néerlandaise, sous les ordres de Guillaume-Louis, comte de Nassau-Dillenburg, et écrase l'infanterie républicaine. La gauche anglaise est coupée du reste de l'armée des États puis détruite. Norreys et le comte Guillaume-Louis sont blessés, et leur armée subit de lourdes pertes, perdant de nombreux drapeaux et ses cinq canons. Verdugo ne peut cependant capitaliser sur sa victoire en raison d'une mutinerie des régiments allemands et de fortes inondations. Cependant, la situation militaire en Frise évolue et les Espagnols font de grands progrès, en prenant Steenwijk, le 17 novembre 1582.